# لیگ قهرمانان اروپا ۱۲–۲۰۱۱
لیگ قهرمانان اروپا ۱۲–۲۰۱۱ پنجاه و هفتمین دوره از سری مسابقه‌های فوتبال بود که زیر نظر یوفا برگزار می‌شد، همچنین بیستمین فصل از سری مسابقه‌های فوتبال در اروپا بود که با نام لیگ قهرمانان انجام می‌شد، دیدار فینال مسابقه‌ها در ورزشگاه آلیانز آرنا شهر مونیخ آلمان برگزار شد، چلسی توانست در ضربات پنالتی بایرن مونیخ را شکست دهد و قهرمان جام شود.

## رتبه‌بندی کشورها
۷۶ تیم در سال ۱۲–۲۰۱۱ از ۵۲ لیگ اروپایی وارد این دوره از مسابقه‌ها شدند که براساس امتیازها و عملکردشان دسته‌بندی شدند.
| رتبه | فدراسیون  | امتیاز | تیم‌ها |
| ---- | --------- | ------ | ----- |
| ۱    | انگلستان  | ۸۱٫۸۵۶ | ۴     |
| ۲    | اسپانیا   | ۷۹٫۷۵۷ | ۴     |
| ۳    | ایتالیا   | ۶۴٫۳۳۸ | ۴     |
| ۴    | آلمان     | ۶۴٫۲۰۷ | ۳     |
| ۵    | فرانسه    | ۵۳٫۷۴۰ | ۳     |
| ۶    | روسیه     | ۴۳٫۷۹۱ | ۳     |
| ۷    | اوکراین   | ۳۹٫۵۵۰ | ۲     |
| ۸    | رومانی    | ۳۹٫۴۹۱ | ۲     |
| ۹    | پرتغال    | ۳۸٫۲۹۶ | ۲     |
| ۱۰   | هلند      | ۳۶٫۵۴۶ | ۲     |
| ۱۱   | ترکیه     | ۳۴٫۴۵۰ | ۲     |
| ۱۲   | یونان     | ۲۹٫۸۹۹ | ۲     |
| ۱۳   | سوییس     | ۲۸٫۳۷۵ | ۲     |
| ۱۴   | بلژیک     | ۲۷٫۹۰۰ | ۲     |
| ۱۵   | دانمارک   | ۲۷٫۳۵۰ | ۲     |
| ۱۶   | اسکاتلند  | ۲۵٫۷۹۱ | ۱     |
| ۱۷   | بلغارستان | ۲۲٫۰۰۰ | ۱     |
| ۱۸   | چک        | ۲۱٫۹۷۵ | ۱     |

| رتبه | فدراسیون        | امتیاز | تیم‌ها |
| ---- | --------------- | ------ | ----- |
| ۱۹   | اتریش           | ۱۹٫۵۷۵ | ۱     |
| ۲۰   | اسراییل         | ۱۸٫۸۷۵ | ۱     |
| ۲۱   | قبرس            | ۱۷٫۹۹۹ | ۱     |
| ۲۲   | نروژ            | ۱۷٫۴۰۰ | ۱     |
| ۲۳   | اسلواکی         | ۱۵٫۸۳۲ | ۱     |
| ۲۴   | سوئد            | ۱۴٫۱۹۱ | ۱     |
| ۲۵   | صربستان         | ۱۴٫۰۰۰ | ۱     |
| ۲۶   | لهستان          | ۱۲٫۵۴۱ | ۱     |
| ۲۷   | کرواسی          | ۱۲٫۳۳۲ | ۱     |
| ۲۸   | بلاروس          | ۱۱٫۵۴۱ | ۱     |
| ۲۹   | ایرلند          | ۹٫۵۴۱  | ۱     |
| ۳۰   | فنلاند          | ۹٫۴۹۹  | ۱     |
| ۳۱   | بوسنی و هرزگوین | ۸٫۷۴۹  | ۱     |
| ۳۲   | لیتوانی         | ۸٫۴۱۶  | ۱     |
| ۳۳   | لتونی           | ۸٫۲۴۸  | ۱     |
| ۳۴   | مولداوی         | ۷٫۲۹۰  | ۱     |
| ۳۵   | اسلونی          | ۶٫۹۵۷  | ۱     |
| ۳۶   | مجارستان        | ۶٫۷۵۰  | ۱     |

| رتبه | فدراسیون     | امتیاز | تیم‌ها |
| ---- | ------------ | ------ | ----- |
| ۳۷   | گرجستان      | ۵٫۷۴۸  | ۱     |
| ۳۸   | آذربایجان    | ۵٫۴۹۸  | ۱     |
| ۳۹   | ایسلند       | ۵٫۴۱۵  | ۱     |
| ۴۰   | مقدونیه      | ۵٫۳۳۲  | ۱     |
| ۴۱   | لیختن اشتاین | ۴٫۵۰۰  | ۰     |
| ۴۲   | قزاقستان     | ۴٫۴۹۹  | ۱     |
| ۴۳   | استونی       | ۴٫۳۷۴  | ۱     |
| ۴۴   | آلبانی       | ۳٫۹۹۹  | ۱     |
| ۴۵   | ارمنستان     | ۲٫۹۹۹  | ۱     |
| ۴۶   | ولز          | ۲٫۵۸۱  | ۱     |
| ۴۷   | مونته نگرو   | ۲٫۱۲۵  | ۱     |
| ۴۸   | جزایر فارو   | ۱٫۸۳۲  | ۱     |
| ۴۹   | ایرلند شمالی | ۱٫۶۲۴  | ۱     |
| ۵۰   | لوکزامبورگ   | ۱٫۲۴۹  | ۱     |
| ۵۱   | آندورا       | ۱٫۰۰۰  | ۱     |
| ۵۲   | مالت         | ۰٫۹۱۶  | ۱     |
| ۵۳   | سن مارینو    | ۰٫۷۵۰  | ۱     |

### نحوه توزیع
|                            |                            | تیم‌هایی که در این مرحله، وارد می‌شوند                                                                       | تیم‌های صعود کرده از مرحله پیش                                            |
| -------------------------- | -------------------------- | --- | ------------------------------------------------------------------------ |
| مرحله انتخابی اول (۴ تیم)  | مرحله انتخابی اول (۴ تیم)  | - ۴ قهرمان از فدراسیون‌های ۵۰ تا ۵۳                                                                         |                                                                          |
| مرحله انتخابی دوم (۳۴ تیم) | مرحله انتخابی دوم (۳۴ تیم) | - ۳۲ قهرمان فدراسیون‌های ۱۷ تا ۴۹ (جر لیختن اشتاین)                                                         | - ۲ برنده مرحله انتخابی اول                                              |
| مرحله انتخابی سوم          | مسیر قهرمانان (۲۰ تیم)     | - ۳ قهرمان از فدراسیون‌های ۱۴ تا ۱۶                                                                         | - ۱۷ برنده از مرحله انتخابی دوم                                          |
| مرحله انتخابی سوم          | مسیر لیگ (۱۰ تیم)          | - ۹ نایب قهرمان از فدراسیون‌های ۷ تا ۱۵ - ۱ تیم سوم از فدراسیون ۶                                           |                                                                          |
| مرحله پلی‌آف                | مسیر قهرمانان (۱۰ تیم)     | | - ۱۰ برنده از مسیر قهرمانان مرحله انتخابی سوم                            |
| مرحله پلی‌آف                | مسیر لیگ (۱۰ تیم)          | - ۲ تیم سوم از فدراسیون‌های ۴ و ۵ - ۳ تیم چهارم از فدراسیون‌های ۱ تا ۳                                       | - ۵ برنده از مسیر لیگ مرحله انتخابی سوم                                  |
| مرحله گروهی (۳۲ تیم)       | مرحله گروهی (۳۲ تیم)       | - ۱۳ قهرمان از فدراسیون‌های ۱ تا ۱۳ - ۶ نایب قهرمان از فدراسیون‌های ۱ تا ۶ - ۳ تیم سوم از فدراسیون‌های ۱ تا ۳ | - ۵ برنده از مسیر قهرمانان مرحله پلی‌آف - ۵ برنده از مسیر لیگ مرحله پلی‌آف |
| مرحله حذفی (۱۶ تیم)        | مرحله حذفی (۱۶ تیم)        | | - ۸ تیم اول مرحله گروهی - ۸ تیم دوم مرحله گروهی                          |

### تیم‌ها
موقعیت تیم‌ها در فصل قبل بازیهای لیگ‌های اروپایی در داخل پرانتز نشان داده شده‌است
| مرحله گروهی             | مرحله گروهی           | مرحله گروهی           | مرحله گروهی           |
| ----------------------- | --------------------- | --------------------- | --------------------- |
| بارسلونام ق (اول)       | میلان (اول)           | مارسی (دوم)           | پورتو (اول)           |
| منچستر یونایتد (اول)    | اینتر (دوم)           | زنیت (اول)            | آژاکس (اول)           |
| چلسی (دوم)              | ناپولی (سوم)          | زسکا مسکو (دوم)       | ترابوزان‌اسپور (دوم)تر |
| منچستر سیتی (سوم)       | بروسیا دورتموند (اول) | شاختار دونتسک (اول)   | المپیاکوس (اول)       |
| رئال مادرید (دوم)       | بایر لورکوزن (دوم)    | گالاتی (دوم)رو        | بازل (اول)            |
| والنسیا (سوم)           | لیل (اول)             |                       |                       |
| مرحله پلی‌آف             |                       |                       |                       |
| مسیر قهرمانان           | مسیر لیگ              | مسیر لیگ              | مسیر لیگ              |
|                         | آرسنال (چهارم)        | اودینزه (چهارم)       | لیون (سوم)            |
| ویارئال (چهارم)         | بایرن مونیخ (سوم)     |                       |                       |
| مرحله سوم انتخابی       |                       |                       |                       |
| مسیر قهرمانان           | مسیر لیگ              | مسیر لیگ              | مسیر لیگ              |
| گنک (اول)               | روبین کازان (سوم)     | توئنته (دوم)          | زوریخ (دوم)           |
| کوپنهاگن (اول)          | دیناموکیف (دوم)       | ترابوزان‌اسپور (دوم)تر | استاندارد لیژ (دوم)   |
| رنجرز (اول)             | واسلوئی (سوم)رو       | پاناتیانکوس (دوم)     | اودنسه (دوم)          |
|                         | بنفیکا (دوم)          |                       |                       |
| مرحله دوم انتخابی       |                       |                       |                       |
| لیتکس لووچ (اول)        | پارتیزان (اول)        | اسکونتو (اول)         | توبول کوستانای (اول)  |
| ویکتوریا (اول)          | ویسوا کراکوف (اول)    | داچیا (اول)           | فلورا تارین (اول)     |
| اشتروم گراتس (اول)      | دینامو زاگرب (اول)    | ماریبور (اول)         | اسکندربو کورچه (اول)  |
| ماکابی (اول)            | بات باریسف (اول)      | ویدئوتون (اول)        | پینیک (اول)           |
| آپوئل (اول)             | شامروک روورز (اول)    | زستافونی (اول)        | بانگورسیتی (اول)      |
| روزنبرگ (اول)           | هلسینکی (اول)         | نفتچی باکو (اول)      | موگرن (اول)           |
| اسلوان براتیسلاوا (اول) | بوراک بانیالوکا (اول) | بریدابلیک (اول)       | اچ بی تورشاون (اول)   |
| مالمو (اول)             | اکراناس (اول)         | اسکندیا (اول)         | لینفیلد (اول)         |
| مرحله اول انتخابی       |                       |                       |                       |
| اف۹۱ دودلانژ (اول)      | سانتا کولوما (اول)    | والتا (اول)           | تره فیوری (اول)       |

یادداشت:
- م ق: مدافع قهرمانی
- ترکیه: فنرباغچه (قهرمان سوپرلیگ ترکیه) در ۲۴ اوت ۲۰۱۱ توسط فدراسیون فوتبال ترکیه از حضور در لیگ قهرمانان اروپا محروم شد. یوفا تصمیم گرفت ترابوزان اسپور را که در مرحله سوم انتخابی حذف شده‌بود، جایگزین آن تیم کند.
- رومانی: از آنجایی که از حضور پلیتکنیکا تیمیشوارا (نایب قهرمان لیگ رومانی) در فصل ۱۲–۲۰۱۱ جلوگیری شد، واسلوئی جایگزین آن تیم شد.

### مرحله اول انتخابی
قرعه‌کشی برای مرحله اول و دوم انتخابی در تاریخ ۲۰ ژوئن ۲۰۱۱ انجام شد. دور رفت در ۲۸ ژوئن دور برگشت در ۵ و ۶ ژوئیه ۲۰۱۱ برگزار شد.
| تیم ۱        | نتیجه نهایی | تیم ۲        | بازی رفت | بازی برگشت |
| ------------ | ----------- | ------------ | -------- | ---------- |
| تره فیوری    | ۱–۵         | والتا        | ۰–۳      | ۱–۲        |
| سانتا کولوما | ۰–۴         | اف۹۱ دودلانژ | ۰–۲      | ۰–۲        |

### مرحله دوم انتخابی
دور رفت در ۱۲ و ۱۳ ژوئیه و دور برگشت در ۱۹ و ۲۰ ژوئیه ۲۰۱۱ برگزار شد.
| تیم ۱             | نتیجه نهایی | تیم ۲           | بازی رفت | بازی برگشت |
| ----------------- | ----------- | --------------- | -------- | ---------- |
| مکابی حیفا        | ۷–۴         | بوراک بانیالوکا | ۵–۱      | ۲–۳        |
| موگرن             | ۱–۵         | لیتکس لووچ      | ۱–۲      | ۰–۳        |
| ماریبور           | ۵–۱         | اف۹۱ دودلانژ    | ۲–۰      | ۳–۱        |
| اسکندربو کورچه    | ۰–۶         | آپوئل           | ۰–۲      | ۰–۴        |
| اسلوان براتیسلاوا | ۳–۱         | توبول کوستانای  | ۲–۰      | ۱–۱        |
| اشتورم گراتس      | ۴–۳         | ویدئوتون        | ۲–۰      | ۲–۳        |
| زستافونی          | ۳–۲         | داچیا           | ۳–۰      | ۰–۲        |
| دینامو زاگرب      | ۳–۰         | نفتچی باکو      | ۳–۰      | ۰–۰        |
| پیونیک            | ۱–۹         | ویکتوریا پلزن   | ۰–۴      | ۱–۵        |
| پارتیزان          | ۵–۰         | اسکندیا         | ۴–۰      | ۱–۰        |
| والتا             | ۲–۴         | اکراناس         | ۲–۳      | ۰–۱        |
| مالمو             | ۳–۱         | اچ بی تورشاون   | ۲–۰      | ۱–۱        |
| شامروک روورز      | ۱–۰         | فلورا تالین     | ۱–۰      | ۰–۰        |
| روزنبورگ          | ۵–۲         | بریدابلیک       | ۵–۰      | ۰–۲        |
| بانگورسیتی        | ۰–۱۳۱       | هلسینکی         | ۰–۳      | ۰–۱۰       |
| اسکونتو           | ۰–۳         | ویسوا کراکوف    | ۰–۱      | ۰–۲        |
| لینفیلد           | ۱–۳         | باته بوریسف     | ۱–۱      | ۰–۲        |

یادداشت:
- یادداشت ۱: پس از قرعه‌کشی، ترتیب بازی‌ها تغییر کرد.

### مرحله سوم انتخابی
قرعه‌کشی مرحله سوم انتخابی در تاریخ ۱۵ ژوئیه ۲۰۱۱ انجام شد. دور رفت در ۲۶ و ۲۷ ژوئیه و دور برگشت در ۲ و ۳ اوت ۲۰۱۱ برگزار شد.
مرحله سوم انتخابی به دو بخش جداگانه تقسسیم شد: بخش نخست برای قهرمانان (با عنوان مسیر قهرمانان) و بخش دوم برای غیر قهرمانان (با عنوان مسیر لیگ). تیم‌های بازنده در هر دو بخش به مرحله پلی‌آف لیگ اروپا ۱۱–۲۰۱۰ وارد شدند.
| تیم ۱         | نتیجه نهایی   | تیم ۲             | بازی رفت      | بازی برگشت    |               |
| مسیر قهرمانان | مسیر قهرمانان | مسیر قهرمانان     | مسیر قهرمانان | مسیر قهرمانان | مسیر قهرمانان |
| ------------- | ------------- | ----------------- | ------------- | ------------- | ------------- |
| لیتکس لووچ    | ۲–۵           | ویسوا کراکوف      | ۱–۲           | ۱–۳           |               |
| مکابی حیفا    | ۳–۲           | ماریبور           | ۲–۱           | ۱–۱           |               |
| هلسینکی       | ۱–۳           | دینامو زاگرب      | ۱–۲           | ۰–۱           |               |
| آپوئل         | ۲–۰           | اسلوان براتیسلاوا | ۰–۰           | ۲–۰           |               |
| کپنهاگن       | ۳–۰           | شامروک روورز      | ۱–۰           | ۲–۰           |               |
| خنک           | ۳–۲           | پارتیزان          | ۲–۱           | ۱–۱           |               |
| روزنبورگ      | ۲–۴           | ویکتوریا پلزن     | ۰–۱           | ۲–۳           |               |
| زستافونی      | ۱–۲           | اشتورم گراتس      | ۱–۱           | ۰–۱           |               |
| اکراناس       | ۱–۳           | باته بوریسف       | ۰–۰           | ۱–۳           |               |
| رنجرز         | ۱–۲           | مالمو             | ۰–۱           | ۱–۱           |               |
| مسیر لیگ      |               |                   |               |               |               |
| استاندارد لیژ | ۱–۲           | زوریخ             | ۱–۱           | ۰–۱           |               |
| توئنته        | ۲–۰           | واسلوئی           | ۲–۰           | ۰–۰           |               |
| بنفیکا        | ۳–۱           | ترابوزان‌اسپور     | ۲–۰           | ۱–۱           |               |
| دینامو کیف    | ۱–۴           | روبین کازان       | ۰–۲           | ۱–۲           |               |
| اودنسه        | ۵–۴           | پاناتینایکوس      | ۱–۱           | ۴–۳           |               |

## مرحله پلی‌آف
قرعه‌کشی مرحله پلی‌آف در تاریخ ۵ اوت ۲۰۱۱ انجام شد. بازی‌های دور رفت در ۱۶ و ۱۷ اوت و دور برگشت در ۲۳ و ۲۴ اوت ۲۰۱۱ برگزار شد.
مرحله پلی‌آف به دو بخش جداگانه تقسیم شد: یک بخش برای قهرمانان (با عنوان مسیر قهرمانان) و یک بخش برای غیر قهرمانان (با عنوان مسیر لیگ). تیم‌های بازنده به مرحله گروهی لیگ اروپا ۱۲–۲۰۱۱ وارد شدند.
| تیم ۱         | نتیجه نهایی   | تیم ۲         | بازی رفت      | بازی برگشت    |               |
| مسیر قهرمانان | مسیر قهرمانان | مسیر قهرمانان | مسیر قهرمانان | مسیر قهرمانان | مسیر قهرمانان |
| ------------- | ------------- | ------------- | ------------- | ------------- | ------------- |
| ویسوا کراکوف  | ۲–۳           | آپوئل         | ۱–۰           | ۱–۳           |               |
| مکابی حیفا    | ۳–۳ (۱–۴ پ.)  | خنک           | ۲–۱           | ۱–۲ (و.ا.)    |               |
| دینامو زاگرب  | ۴–۳           | مالمو         | ۴–۱           | ۰–۲           |               |
| کپنهاگن       | ۲–۵           | ویکتوریا پلزن | ۱–۳           | ۱–۲           |               |
| باته بوریسف   | ۳–۱           | اشتورم گراتس  | ۱–۱           | ۲–۰           |               |
| مسیر لیگ      |               |               |               |               |               |
| اودنسه        | ۱–۳           | ویارئال       | ۱–۰           | ۰–۳           |               |
| توئنته        | ۳–۵           | بنفیکا        | ۲–۲           | ۱–۳           |               |
| آرسنال        | ۳–۱           | اودینزه       | ۱–۰           | ۲–۱           |               |
| بایرن مونیخ   | ۳–۰           | زوریخ         | ۲–۰           | ۱–۰           |               |
| لیون          | ۴–۲           | روبین کازان   | ۳–۱           | ۱–۱           |               |

## گروه‌بندی
مرحله گروهی شامل ۳۲ تیم بود که بر پایه رتبه آنها در ضریب باشگاهی یوفا (به جز بارسلونا که مدافع قهرمانی بود و به صورت اتوماتیک در گلدان ۱ قرار گرفت) در گلدان‌ها قرار داده شدند و سپس در هشت گروه چهار تیمی قرعه کشی شدند. تیم‌های یک کشور نباید در یک گروه قرار بگیرند. قرعه کشی در ۲۵ اوت ۲۰۱۱ در موناکو انجام شد.
در هر گروه، تیم‌ها به صورت رفت و برگشتی با یکدیگر در قالب دوره‌ای بازی می‌کنند. زمان بازی‌ها ۱۳–۱۴ سپتامبر، ۲۷–۲۸ سپتامبر، ۱۸–۱۹ اکتبر، ۱–۲ نوامبر، ۲۲–۲۳ نوامبر و ۶–۷ دسامبر ۲۰۱۱ هستند. تیم اول و دوم هر گروه به مرحله یک هشتم نهایی راه یافتند و تیم سوم به مرحله یک شانزدهم نهایی لیگ اروپا ۱۲–۲۰۱۱ وارد شد.
اگر دو یا چند تیم در پایان مرحله گروهی دارای امتیاز برابر باشند، طبق معیارهای زیر رده‌بندی می‌شوند:
1. امتیاز بالاتر در بازی‌های مقابل در گروه؛
2. تفاضل گل بالاتر در بازی‌های مقابل در گروه؛
3. گل زده بالاتر در بازی‌های مقابل در گروه؛
4. گل زده بالاتر در بازی‌های خارج از خانه در بازی‌های مقابل در گروه؛
5. اگر معیارهای ۱ تا ۴ برای چند تیم اعمال شود و دو تیم همچنان رتبه برابر داشته باشند، برای آن دو تیم دوباره معیارهای ۱ تا ۴ بررسی می‌شود؛
6. تفاضل گل بالاتر در همه بازیهای گروه؛
7. گل زده بالاتر در همه بازیهای گروه؛
8. امتیاز بالاتر ضریب باشگاهی در پنج فصل گذشته.

۳۲ تیم شامل ۱۱ قهرمان پیشین جام اروپا یا لیگ قهرمانان (با چهل قهرمانی) و پنج تیم که نخستین حضور خود را در مرحله گروهی تجربه می‌کردند (منچستر سیتی، ناپولی، ترابزون‌اسپور، ویکتوریا پلزن و اوتلول گالاتی) بود. هجده فدراسیون عضو یوفا در این مرحله حاضر بودند: انگلستان و اسپانیا با چهار باشگاه، ایتالیا، آلمان و فرانسه با سه، روسیه و پرتغال با دو و یازده فدراسیون با یک باشگاه در این مرحله حضور داشتند.
| راهنما                                                         |
| -------------------------------------------------------------- |
| تیم اول و دوم هر گروه به مرحله یک هشتم راه می‌یابند             |
| تیم سوم هر گروه به مرحله یک شانزدهم نهایی لیگ اروپا وارد می‌شود |

### گروه اِی
| تیم         | ب | پ | ت | ش | گز | گخ | تگ  | ام |
| ----------- | - | - | - | - | -- | -- | --- | -- |
| بایرن مونیخ | ۶ | ۴ | ۱ | ۱ | ۱۱ | ۶  | +۵  | ۱۳ |
| ناپولی      | ۶ | ۳ | ۲ | ۱ | ۱۰ | ۶  | +۴  | ۱۱ |
| منچستر سیتی | ۶ | ۳ | ۱ | ۲ | ۹  | ۶  | +۳  | ۱۰ |
| ویارئال     | ۶ | ۰ | ۰ | ۶ | ۲  | ۱۴ | −۱۲ | ۰  |

|             | BM  | MC  | NAP | VIL |
| ----------- | --- | --- | --- | --- |
| بایرن مونیخ | –   | ۲–۰ | ۳–۲ | ۳–۱ |
| منچستر سیتی | ۲–۰ | –   | ۱–۱ | ۲–۱ |
| ناپولی      | ۱–۱ | ۲–۱ | –   | ۲–۰ |
| ویارئال     | ۰–۲ | ۰–۳ | ۰–۲ | –   |

### گروه بی
| تیم          | ب | پ | ت | ش | گز | گخ | تگ | ام |
| ------------ | - | - | - | - | -- | -- | -- | -- |
| اینتر میلان  | ۶ | ۳ | ۱ | ۲ | ۸  | ۷  | +۱ | ۱۰ |
| زسکا مسکو    | ۶ | ۲ | ۲ | ۲ | ۹  | ۸  | +۱ | ۸  |
| ترابزون‌اسپور | ۶ | ۱ | ۴ | ۱ | ۳  | ۵  | −۲ | ۷  |
| لیل          | ۶ | ۱ | ۳ | ۲ | ۶  | ۶  | ۰  | ۶  |

|              | CM  | INT | LIL | TRA |
| ------------ | --- | --- | --- | --- |
| زسکا مسکو    | –   | ۲–۳ | ۰–۲ | ۳–۰ |
| اینتر میلان  | ۱–۲ | –   | ۲–۱ | ۰–۱ |
| لیل          | ۲–۲ | ۰–۱ | –   | ۰–۰ |
| ترابزون‌اسپور | ۰–۰ | ۱–۱ | ۱–۱ | –   |

### گروه سی
| تیم            | ب | پ | ت | ش | گز | گخ | تگ | ام |
| -------------- | - | - | - | - | -- | -- | -- | -- |
| بنفیکا         | ۶ | ۳ | ۳ | ۰ | ۸  | ۴  | +۴ | ۱۲ |
| اف‌سی بازل      | ۶ | ۳ | ۲ | ۱ | ۱۱ | ۱۰ | +۱ | ۱۱ |
| منچستر یونایتد | ۶ | ۲ | ۳ | ۱ | ۱۱ | ۸  | +۳ | ۹  |
| اوتلول گالاتی  | ۶ | ۰ | ۰ | ۶ | ۳  | ۱۱ | −۸ | ۰  |

|                | BAS | SLB | MU  | OG  |
| -------------- | --- | --- | --- | --- |
| اف‌سی بازل      | –   | ۰–۲ | ۲–۱ | ۲–۱ |
| بنفیکا         | ۱–۱ | –   | ۱–۱ | ۱–۰ |
| منچستر یونایتد | ۳–۳ | ۲–۲ | –   | ۲–۰ |
| اوتلول گالاتی  | ۲–۳ | ۰–۱ | ۰–۲ | –   |

### گروه دی
| تیم            | ب | پ | ت | ش | گز | گخ | تگ  | ام |
| -------------- | - | - | - | - | -- | -- | --- | -- |
| رئال مادرید    | ۶ | ۶ | ۰ | ۰ | ۱۹ | ۲  | +۱۷ | ۱۸ |
| المپیک لیون    | ۶ | ۲ | ۲ | ۲ | ۹  | ۷  | +۲  | ۸  |
| آژاکس آمستردام | ۶ | ۲ | ۲ | ۲ | ۶  | ۶  | ۰   | ۸  |
| دینامو زاگرب   | ۶ | ۰ | ۰ | ۶ | ۳  | ۲۲ | −۱۹ | ۰  |

|                | AJA | DZ  | OL  | RM  |
| -------------- | --- | --- | --- | --- |
| آژاکس آمستردام | –   | ۴–۰ | ۰–۰ | ۰–۳ |
| دینامو زاگرب   | ۰–۲ | –   | ۱–۷ | ۰–۱ |
| المپیک لیون    | ۰–۰ | ۲–۰ | –   | ۰–۲ |
| رئال مادرید    | ۳–۰ | ۶–۲ | ۴–۰ | –   |

### گروه‌ای
| تیم          | ب | پ | ت | ش | گز | گخ | تگ  | ام |
| ------------ | - | - | - | - | -- | -- | --- | -- |
| چلسی         | ۶ | ۳ | ۲ | ۱ | ۱۳ | ۴  | +۹  | ۱۱ |
| بایر لورکوزن | ۶ | ۳ | ۱ | ۲ | ۸  | ۸  | ۰   | ۱۰ |
| والنسیا      | ۶ | ۲ | ۲ | ۲ | ۱۲ | ۷  | +۵  | ۸  |
| خنک          | ۶ | ۰ | ۳ | ۳ | ۲  | ۱۶ | −۱۴ | ۳  |

|              | BL  | CHL | GNK | VAL |
| ------------ | --- | --- | --- | --- |
| بایر لورکوزن | –   | ۲–۱ | ۲–۰ | ۲–۱ |
| چلسی         | ۲–۰ | –   | ۵–۰ | ۳–۰ |
| خنک          | ۱–۱ | ۱–۱ | –   | ۰–۰ |
| والنسیا      | ۳–۱ | ۱–۱ | ۷–۰ | –   |

### گروه اف
| تیم             | ب | پ | ت | ش | گز | گخ | تگ | ام |
| --------------- | - | - | - | - | -- | -- | -- | -- |
| آرسنال          | ۶ | ۳ | ۲ | ۱ | ۷  | ۶  | +۱ | ۱۱ |
| المپیک مارسی    | ۶ | ۳ | ۱ | ۲ | ۷  | ۴  | +۳ | ۱۰ |
| المپیاکوس       | ۶ | ۳ | ۰ | ۳ | ۸  | ۶  | +۲ | ۹  |
| بروسیا دورتموند | ۶ | ۱ | ۱ | ۴ | ۶  | ۱۲ | −۶ | ۴  |

|                 | ARS | BD  | OM  | OLY |
| --------------- | --- | --- | --- | --- |
| آرسنال          | –   | ۲–۱ | ۰–۰ | ۲–۱ |
| بروسیا دورتموند | ۱–۱ | –   | ۲–۳ | ۱–۰ |
| المپیک مارسی    | ۰–۱ | ۳–۰ | –   | ۰–۱ |
| المپیاکوس       | ۳–۱ | ۳–۱ | ۰–۱ | –   |

### گروه جی
| تیم              | ب | پ | ت | ش | گز | گخ | تگ | ام |
| ---------------- | - | - | - | - | -- | -- | -- | -- |
| زنیت سن پترزبورگ | ۶ | ۲ | ۳ | ۱ | ۷  | ۵  | +۲ | ۹  |
| آپوئل            | ۶ | ۲ | ۳ | ۱ | ۶  | ۶  | ۰  | ۹  |
| پورتو            | ۶ | ۲ | ۲ | ۲ | ۷  | ۷  | ۰  | ۸  |
| شاختار دونتسک    | ۶ | ۱ | ۲ | ۳ | ۶  | ۸  | −۲ | ۵  |

|                  | APO | POR | SD  | ZSP |
| ---------------- | --- | --- | --- | --- |
| آپوئل            | –   | ۲–۱ | ۰–۲ | ۲–۱ |
| پورتو            | ۱–۱ | –   | ۲–۱ | ۰–۰ |
| شاختار دونتسک    | ۱–۱ | ۰–۲ | –   | ۲–۲ |
| زنیت سن پترزبورگ | ۰–۰ | ۳–۱ | ۱–۰ | –   |

### گروه اچ
| تیم           | ب | پ | ت | ش | گز | گخ | تگ  | ام |
| ------------- | - | - | - | - | -- | -- | --- | -- |
| بارسلونا      | ۶ | ۵ | ۱ | ۰ | ۲۰ | ۴  | +۱۶ | ۱۶ |
| میلان         | ۶ | ۲ | ۳ | ۱ | ۱۱ | ۸  | +۳  | ۹  |
| ویکتوریا پلزن | ۶ | ۱ | ۲ | ۳ | ۴  | ۱۱ | −۷  | ۵  |
| باته بوریسف   | ۶ | ۰ | ۲ | ۴ | ۲  | ۱۴ | −۱۲ | ۲  |

|               | BAR | BAT | MIL | VP  |
| ------------- | --- | --- | --- | --- |
| بارسلونا      | –   | ۴–۰ | ۲–۲ | ۲–۰ |
| باته بوریسف   | ۰–۵ | –   | ۱–۱ | ۰–۱ |
| میلان         | ۲–۳ | ۲–۰ | –   | ۲–۰ |
| ویکتوریا پلزن | ۰–۴ | ۱–۱ | ۲–۲ | –   |

### ۱۶ تیم برتر
دور رفت در ۱۴، ۱۵، ۲۱ و ۲۲ فوریه و دور برگشت در ۶، ۷، ۱۳ و ۱۴ مارس ۲۰۱۲ برگزار شد.
| تیم ۱            | نتیجه‌نهایی                | تیم ۲       | بازی رفت | بازی برگشت |
| ---------------- | ------------------------- | ----------- | -------- | ---------- |
| لیون             | ۱–۱ (۳–۴ پ.)              | آپوئل       | ۱–۰      | ۰–۱ (و.ا.) |
| ناپولی           | ۴–۵                       | چلسی        | ۳–۱      | ۱–۴ (و.ا.) |
| میلان            | ۴–۳                       | آرسنال      | ۴–۰      | ۰–۳        |
| بازل             | ۱–۷                       | بایرن مونیخ | ۱–۰      | ۰–۷        |
| بایر لورکوزن     | ۲–۱۰                      | بارسلونا    | ۱–۳      | ۱–۷        |
| زسکا مسکو        | ۲–۵                       | رئال مادرید | ۱–۱      | ۱–۴        |
| زنیت سن پترزبورگ | ۳–۴                       | بنفیکا      | ۳–۲      | ۰–۲        |
| مارسی            | ۲–۲ (گل زده در خانه حریف) | اینتر میلان | ۱–۰      | ۱–۲        |

### یک چهارم نهایی
دور رفت در ۲۷ و ۲۸ مارس و دور برگشت در ۳ و ۴ آوریل ۲۰۱۲ برگزار شد.
| تیم ۱  | نتیجه‌نهایی | تیم ۲       | بازی رفت | بازی برگشت |
| ------ | ---------- | ----------- | -------- | ---------- |
| آپوئل  | ۲–۸        | رئال مادرید | ۰–۳      | ۲–۵        |
| مارسی  | ۰–۴        | بایرن مونیخ | ۰–۲      | ۰–۲        |
| بنفیکا | ۱–۳        | چلسی        | ۰–۱      | ۱–۲        |
| میلان  | ۱–۳        | بارسلونا    | ۰–۰      | ۱–۳        |

### نیمه نهایی
دور رفت در ۱۷ و ۱۸ آوریل و دور برگشت در ۲۴ و ۲۵ آوریل ۲۰۱۲ برگزار شد.
| تیم ۱       | نتیجه‌نهایی   | تیم ۲       | بازی رفت | بازی برگشت |
| ----------- | ------------ | ----------- | -------- | ---------- |
| بایرن مونیخ | ۳–۳ (۳–۱ پ.) | رئال مادرید | ۲–۱      | ۱–۲ (و.ا.) |
| چلسی        | ۳–۲          | بارسلونا    | ۱–۰      | ۲–۲        |

### نهایی
بازی نهایی در ۱۹ مه ۲۰۱۲ در ورزشگاه آلیانتس آرنا در مونیخ، آلمان برگزار شد.
| بایرن مونیخ                             | ۱ – ۱ (و.ا.) | چلسی                                 |
| --------------------------------------- | ------------ | ------------------------------------ |
| مولر ۸۳'                                | گزارش        | دروگبا ۸۸'                           |
| ضربات پنالتی                            |              |                                      |
| لام · گومز · نویر · اولیچ · شواینشتایگر | ۳ – ۴        | ماتا · لوییز · لمپارد · کول · دروگبا |

## قهرمان
| قهرمان لیگ قهرمانان اروپا ١٢-٢٠١١ |
| --------------------------------- |
| چلسی                              |
| اولین قهرمانی                     |

## آمارها
بهترین گلزنان و پاس گل دهندگان (به استثنای مرحله‌های انتخابی و پلی‌آف):

| رتبه | نام                | تیم              | گل | مدت بازی |
| ---- | ------------------ | ---------------- | -- | -------- |
| ۱    | لیونل مسی          | بارسلونا         | ۱۴ | ۹۹۰'     |
| ۲    | ماریو گومز         | بایرن مونیخ      | ۱۲ | ۱۰۰۳'    |
| ۳    | کریستیانو رونالدو  | رئال مادرید      | ۱۰ | ۹۳۰'     |
| ۴    | کریم بنزما         | رئال مادرید      | ۷  | ۷۶۰'     |
| ۵    | دیدیه دروگبا       | چلسی             | ۶  | ۶۷۰'     |
| ۶    | خوزه کایخون        | رئال مادرید      | ۵  | ۳۰۷'     |
| ۶    | روبرتو سولدادو     | والنسیا          | ۵  | ۵۱۵'     |
| ۶    | بافه تیمبی گومیس   | لیون             | ۵  | ۵۳۰'     |
| ۶    | الکساندر فرای      | بازل             | ۵  | ۶۱۱'     |
| ۶    | سیدو دومبیا        | زسکا مسکو        | ۵  | ۶۱۱'     |
| ۶    | رومن شیروکوف       | زنیت سن پترزبورگ | ۵  | ۶۵۸'     |
| ۶    | ادینسون کاوانی     | ناپولی           | ۵  | ۷۰۱'     |
| ۶    | زلاتان ابراهیموویچ | میلان            | ۵  | ۷۲۰'     |
| ۱۴   | روبین فان پرسی     | آرسنال           | ۴  | ۴۹۳'     |
| ۱۴   | پدرو رودریگز       | بارسلونا         | ۴  | ۴۹۷'     |
| ۱۴   | هالک               | پورتو            | ۴  | ۵۲۸'     |
| ۱۴   | گوستاوو مندوسا     | آپوئل            | ۴  | ۶۰۷'     |
| ۱۴   | اسکار کاردوزو      | بنفیکا           | ۴  | ۶۱۲'     |
| ۱۴   | آرین روبن          | بایرن مونیخ      | ۴  | ۶۶۹'     |
| ۱۴   | آندره آیو          | مارسی            | ۴  | ۸۰۹'     |

| رتبه | نام                      | تیم         | پاس گل | مدت بازی |
| ---- | ------------------------ | ----------- | ------ | -------- |
| ۱    | ریکاردو کاکا             | رئال مادرید | ۵      | ۴۴۱'     |
| ۱    | کریم بنزما               | رئال مادرید | ۵      | ۷۶۱'     |
| ۱    | نیکولاس گایتان           | بنفیکا      | ۵      | ۸۱۰'     |
| ۱    | لیونل مسی                | بارسلونا    | ۵      | ۹۹۰'     |
| ۱    | فرانک ریبری              | بایرن مونیخ | ۵      | ۱۰۳۰'    |
| ۶    | ایساک کوئنکا             | بارسلونا    | ۴      | ۳۴۷'     |
| ۶    | مارسلو                   | رئال مادرید | ۴      | ۵۳۹'     |
| ۶    | فرناندو تورس             | چلسی        | ۴      | ۶۳۵'     |
| ۶    | زلاتان ابراهیموویچ       | میلان       | ۴      | ۷۲۰'     |
| ۱۰   | واگنر لاو                | زسکا مسکو   | ۳      | ۵۴۰'     |
| ۱۰   | الی سیسوکو               | لیون        | ۳      | ۶۶۰'     |
| ۱۰   | سسک فابرگاس              | بارسلونا    | ۳      | ۶۶۱'     |
| ۱۰   | ازکویل لاوتزی            | ناپولی      | ۳      | ۷۰۰'     |
| ۱۰   | کنستانتینوس چارالامبیدیس | آپوئل       | ۳      | ۷۶۹'     |
| ۱۰   | مسعوت اوزیل              | رئال مادرید | ۳      | ۸۰۶'     |
| ۱۰   | فرانک لمپارد             | چلسی        | ۳      | ۸۴۳'     |
| ۱۰   | دنی آلوز                 | بارسلونا    | ۳      | ۸۵۵'     |
| ۱۰   | کریستیانو رونالدو        | رئال مادرید | ۳      | ۹۳۰'     |
| ۱۰   | خوان ماتا                | چلسی        | ۳      | ۹۴۸'     |
| ۱۰   | تونی کروس                | بایرن مونیخ | ۳      | ۱۰۷۳'    |